# Ninna Nanna (film 2017)
Ninna Nanna  è un film italiano del 2017 diretto da Enzo Russo e Dario Germani.

## Trama
Anita è una giovane e talentuosa enologa che ama il suo lavoro. Una bambina è in arrivo e la futura madre aspetta la figlia insieme a Salvo, il suo compagno. Una volta partorito Anita pensa che il peggio sia passato e si prepara a vivere felicemente il suo nuovo ruolo di madre. La felicità però inizia a mancare in quella che era la vita serena ed equilibrata di Anita, ai suoi occhi infatti la piccola Gioia appare come un piccolo e ingrato mostro. La giovane madre è destabilizzata dalla neonata, che minaccia ogni cosa bella della sua vita, dal rapporto con il premuroso Salvo al suo amato lavoro.

## Distribuzione
Il film è uscito nelle sale cinematografiche italiane il 29 giugno 2017.

## Riconoscimenti
- 2018 - Terra di Siena Film Festival
  - Miglior regia
  - Miglior attrice a Francesca Inaudi
- 2018 - Cubo Cine Festival
  - Miglior opera prima
  - Miglior attrice protagonista a Francesca Inaudi
- 2019 - OIFF - Ostia International Film Festival
  - Miglior film
  - Miglior attrice a Francesca Inaudi